# Triptolemma simplex
Triptolemma simplex är en svampdjursart som först beskrevs av Sarà 1959.  Triptolemma simplex ingår i släktet Triptolemma och familjen Pachastrellidae.
Artens utbredningsområde är Italien. Inga underarter finns listade i Catalogue of Life.